# Jagdstaffel 74
A Jagdstaffel 74, conhecida também por Jasta 74, foi um esquadra de aeronaves da Luftstreitkräfte, o braço aéreo das forças armadas alemãs durante a Primeira Guerra Mundial. No total, a Jasta 74 abateu 22 aeronaves inimigas, incluindo uma durante um combate nocturno.